# Darius Gvildys
Darius Gvildys (ur. 26 grudnia 1970 w Kownie) – litewski piłkarz grający na pozycji obrońcy, trener piłkarski.

## Kariera piłkarska

### Kariera klubowa
W 1990 rozpoczął karierę piłkarską w drużynie Širvinta Wyłkowyszki. W następnym roku przeszedł do Viliji Kowno. Po pół roku klub przyłączył się do Bangi Kowno, a w 1993 po reorganizacji zmienił nazwę na FBK Kaunas. Na początku 1999 wyjechał do Rosji, gdzie bronił barw Lokomotiwu Niżny Nowogród. W 2000 przeszedł do Arsienału Tuła, a w 2001 wrócił do FBK Kaunas. Latem 2004 został piłkarzem FK Liepājas Metalurgs. W następnym roku zasilił skład Sūduvy Mariampol, w barwach którego zakończył karierę piłkarza w roku 2007.

### Kariera reprezentacyjna
W 1996 debiutował w narodowej reprezentacji, w której rozegrał 11 meczów i strzelił 2 gole.

## Kariera trenerska
Po zakończeniu kariery piłkarza rozpoczął karierę szkoleniową. Od 2008 pomagał trenować najpierw FK Šilutė, a potem FBK Kaunas i Spyris Kowno. Od 8 września 2010 do 17 marca 2011 stał na czele FBK Kaunas. W kwietniu 2012 dołączył do sztabu szkoleniowego klubu Tauras Taurogi. 9 lipca 2012 został mianowany na stanowisko głównego trenera Sūduvy Mariampol, którym kierował do 18 września 2014. Od 5 stycznia 2015 do 19 czerwca 2016 prowadził Stumbras Kowno, a potem do końca czerwca pracował w klubie jako asystent trenera. W lipcu 2016 objął prowadzenie Dainava Olita, którym zarządzał do końca 2017 roku. 21 grudnia 2017 został zaproszony do FK Jonava, w którym najpierw pomagał trenować, a 15 maja 2018 stał na czele klubu. Po dwóch miesiącach, 11 lipca 2018 został zwolniony.